# واشه (اسلوونی)
واش (به لاتین: Vaše) یک زیستگاه انسانی در اسلوونی است که در Upper Carniola واقع شده‌است.

## خصوصیات
واش ۱٫۱۵ کیلومترمربع مساحت و ۵۴۴ نفر جمعیت دارد و ۳۲۳٫۶ متر بالاتر از سطح دریا واقع شده‌است.